# Willem van Rekum
Willem van Rekum (Hollandia, Gelderland, Arnhem, 1892. június 9. – Hollandia, Gelderland, Arnhem, 1961. december 27.) az 1920. évi nyári olimpiai játékokon kötélhúzásban ezüstérmet nyert holland kötélhúzó. Testvére, Marinus van Rekum is a csapat tagja volt.